# 萊克伊布森鎮區 (北達科他州本森縣)
萊克伊布森鎮區（英語：Lake Ibsen Township）是位於美國北達科他州本森縣的一個鎮區。

## 地方資料
萊克伊布森鎮區的面積為92.98平方千米，當中陸地面積為87.13平方千米，而水域面積為5.85平方千米。根據2020年美國人口普查的數據，當地共有人口14人，而人口密度為每平方千米0.15人。